# 完顏斜魯
完顏斜魯（?—?），为金朝宗室，金世宗完颜雍的嫡三子，母亲乌林答氏。
同母兄完颜允恭、完颜孰辇。完顏斜魯在父亲即位之前去世。金世宗即位后，追封为越王。完颜允恭的儿子完颜璟后来即位为金章宗。

## 传記資料
- 《金史》